# كيلي كرايغ
كيلي كرايغ (بالإنجليزية: Kelly Craig)‏ وهي ممثلة و عارضة أزياء كندية ولدت في أكتوبر 1984 في مدينة مونتريال في كيبك في كندا في مجلة إل في 2006، مثلت في فلم كايوتي أجلي في سنة 2000 ومثلت في مسلسل 300.

## روابط خارجية
- كيلي كرايغ على موقع IMDb (الإنجليزية)
- كيلي كرايغ على موقع ألو سيني (الفرنسية)
- كيلي كرايغ على موقع أول موفي (الإنجليزية)
- كيلي كرايغ على موقع قاعدة بيانات الفيلم (الإنجليزية)
- كيلي كرايغ على موقع كينوبويسك (الروسية)
- كيلي كرايغ على موقع دليل عارضات الأزياء (الإنجليزية)